# Félix Valois de Araújo
Felix Valois de Araujo (Pastos Bons, 20 de novembro de 1906 - ?, novembro de 1968) foi um político brasileiro. Atuou como deputado federal pelo território do Rio Branco, atual Estado de Roraima, de 1951 a 1959. Antes, foi governador do território, de 1946 a 1947. Foi também deputado federal por Roraima, em 1964.